# Milli Lig 1959
La Milli Lig 1959 fue la primera temporada del fútbol profesional en Turquía. Participaron 16 equipos divididos en dos grupos: el Kırmızı Grup (Grupo Rojo) y el Beyaz Grup (Grupo Blanco), los colores de la bandera de Turquía.

## Tabla de posiciones

### Grupo Rojo
|    | Equipo                | PJ | PG | PE | PP | GF | GC | Dif | Pts |
| -- | --------------------- | -- | -- | -- | -- | -- | -- | --- | --- |
| 1. | Galatasaray İstanbul  | 14 | 7  | 6  | 1  | 18 | 7  | +11 | 20  |
| 2. | Vefaspor              | 14 | 7  | 6  | 1  | 21 | 10 | +11 | 20  |
| 3. | Ankara Demirspor      | 14 | 4  | 8  | 2  | 12 | 11 | +1  | 16  |
| 4. | Göztepe Izmir         | 14 | 5  | 5  | 4  | 23 | 21 | +2  | 15  |
| 5. | Karagümrük            | 14 | 4  | 4  | 6  | 17 | 17 | 0   | 12  |
| 6. | Karşıyaka SK          | 14 | 2  | 6  | 6  | 13 | 21 | -8  | 10  |
| 7. | Gençlerbirliği Ankara | 14 | 1  | 8  | 5  | 10 | 18 | -8  | 10  |
| 8. | Adaletspor            | 14 | 1  | 7  | 6  | 12 | 21 | -9  | 9   |

### Grupo Blanco
|    | Equipo              | PJ | PG | PE | PP | GF | GC | Dif | Pts |
| -- | ------------------- | -- | -- | -- | -- | -- | -- | --- | --- |
| 1. | Fenerbahçe İstanbul | 14 | 12 | 2  | 0  | 29 | 7  | +22 | 26  |
| 2. | Beşiktaş İstanbul   | 14 | 8  | 2  | 4  | 22 | 16 | +6  | 18  |
| 3. | Altay Izmir         | 14 | 5  | 5  | 4  | 18 | 16 | +2  | 15  |
| 4. | İzmir Spor Külübü   | 14 | 4  | 5  | 5  | 11 | 12 | -1  | 13  |
| 5. | MKE Ankaragücü      | 14 | 5  | 3  | 6  | 16 | 19 | -3  | 13  |
| 6. | Hacettepe           | 14 | 5  | 1  | 8  | 14 | 20 | -6  | 11  |
| 7. | Ttnet               | 14 | 3  | 4  | 7  | 17 | 21 | -4  | 10  |
| 8. | İstanbulspor        | 14 | 1  | 4  | 9  | 6  | 22 | -16 | 6   |

## Final
| Galatasaray İstanbul | 1 – 0 y 0 – 4 | Fenerbahçe İstanbul |

Fenerbahçe clasifica a la Copa de Campeones de Europa 1959-60.
|                                   |
| Campeón Fenerbahçe SK 1.er título |